# Matti Hautamäki
Matti Antero Hautamäki (Oulu, 1981. július 14. –) finn síugró.

## Életrajza
Matti közel hétéves volt, amikor először próbálkozott a síugrósáncon. Amikor bátyja, Jussi és a barátja, Lauri Hakola Kuopióba költöztek, Matti követte őket. Először nagyon nehéz volt függetleníteni magát a szüleitől, mert még csak 16 éves volt, a bátyja segített neki, ebben az időben nála is lakott. Új edzője, Pekka Niemelä is segített neki a fejlődésben. Már ebben az évben (1997) érmet nyert a junior-világbajnokságon, majd 1999-ben újra sikerült neki.

## Sikerei
A négysáncversenyen a 2001–2002-es szezonban Hautamäki második lett. 2002-ben a Skandináv négysáncversenyen nyert, majd 2005-ben ezt megismételte. A 2004–2005-ös síugró-világkupában 1275 ponttal 3. helyen végzett, és hat versenyt nyert egymás után (Torino, Lahti, Kuopio, Lillehammer, Oslo, Planica 1. nap), amivel beállította Janne Ahonen szezonra vonatkozó rekordját (ő is 6 versenyt nyert egymás után). A 2005–2006-os Világkupa-szezonban csak 11. lett, de a 2006. évi téli olimpiai játékokon ezüstérmet nyert a normálsáncon egyéniben, és a nagysáncon a finn csapattal.
Hautamäki technikája remek, többször is adtak rá maximális 20 pontot. A legjobb sírepülők közt is számontartják: 2003. március 19-étől 2005. március 19-éig ő tartotta a világrekordot 231 méterrel. Planicában ugyan egyszer még visszaszerezte a világrekordot egy 235,5 méteres ugrással Bjørn Einar Romørentől, de a norvég 10 perc múlva 239 métert ugrott, így visszavette a világrekordot.

## Érmek

### Téli olimpiák
- 2002. évi téli olimpiai játékok
  - Ezüstérem a K120-on, csapatversenyben
  - Bronzérem a K120-on (nagysáncon)
- 2006. évi téli olimpiai játékok
  - Ezüstérem a K90-en (normálsáncon)
  - Ezüstérem a nagysáncon, csapatversenyben

### Északisí-világbajnokságok
- 2001-es északisí-világbajnokság
  - Ezüst – csapat, normálsánc
- 2002-es sírepülő-világbajnokság
  - Bronzérem
- 2003-as északisí-világbajnokság
  - Arany – csapat, nagysánc
  - Ezüstérem – egyéni, nagysánc
- 2004-es sírepülő-világbajnokság
  - Ezüst – csapat
- 2005-ös északisí-világbajnokság
  - Ezüst – csapat, nagysánc

### Síugró-világkupa
- 16 versenyt nyert

| Szezonok  | Helyezés | Pontszám |
| --------- | -------- | -------- |
| 1997–98   | 39.      | 104      |
| 1999–2000 | 17.      | 341      |
| 2000–01   | 6.       | 648      |
| 2001–02   | 3.       | 1048     |
| 2002–03   | 8.       | 797      |
| 2003–04   | 7.       | 673      |
| 2004–05   | 3.       | 1275     |
| 2005–06   | 11.      | 563      |